# Lakhimpur Kheri (dystrykt)
Lakhimpur Kheri (Hindi: लखीमपुर खीरी ज़िला) – dystrykt w stanie Uttar Pradesh w Indiach. Stolicą dystryktu jest miasto Lakhimpur.